# Démographie du Cher
La démographie du Cher est caractérisée par une faible densité, une population vieillissante, qui stagne en nombre depuis les années 1920 et qui diminue depuis 2007.
Avec ses 299 496 habitants en 2022, le département français du Cher se situe en 75e position sur le plan national.
En six ans, de 2015 à 2021, sa population a diminué de près de 9 450 unités, c'est-à-dire de plus ou moins 1 580 personnes par an. Mais cette variation est différenciée selon les 286 communes que comporte le département.

Carte des densités de population des départements métropolitains de France en 2007. Avec 43.5 hab./km² en 2007, la densité de population du Cher est inférieure à la moitié de la densité nationale qui est de 100,5.

La densité de population du Cher, 41,4 habitants par kilomètre carré en 2022, est trois fois inférieure à celle de la France entière qui est de 107,1 hab./km2 pour la même année.

## Évolution démographique du département du Cher
Le département du Cher est créé par décret du 4 mars 1790. Il comporte alors 7 districts (Aubigny, Sancerre, Sancoins, Saint-Amand, Châteaumeillant, Bourges, Vierzon) et 43 cantons. Le premier recensement sera réalisé en 1801 et ce dénombrement, reconduit tous les cinq ans à partir de 1821, permettra de connaître plus précisément l'évolution des territoires.
Avec 207 541 habitants en 1831, le département représente 0,64 % de la population française, qui est alors de 32 569 000 habitants. De 1831 à 1866, il va gagner 80 554 habitants, soit une augmentation de 0,89 % moyen par an, bien supérieure au taux d'accroissement national sur cette même période, qui est de 0,48 %.
L'évolution démographique entre les guerres de 1870 et de 1914 est beaucoup plus faible qu'au niveau national. Sur cette période, la population ne s'accroît que de 2 418 habitants, soit un accroissement de 0,7 % alors qu'il est de 10 % au niveau national. La population baisse de 5,3 % pour la période de l'entre-deux guerres courant de 1921 à 1936 alors qu'elle croît au niveau national de 6,9 %.
Contrairement à la plupart des autres départements français, le Cher ne va pas connaître d'essor démographique après la Seconde Guerre mondiale. 
En 2022, le département comptait 299 496 habitants, en évolution de −2,48 % par rapport à 2016 (France hors Mayotte : +2,11 %).
| 1791    | 1801    | 1806    | 1821    | 1826    | 1831    | 1836    | 1841    | 1846    |
| ------- | ------- | ------- | ------- | ------- | ------- | ------- | ------- | ------- |
| 207 541 | 217 785 | 228 158 | 239 561 | 248 589 | 256 059 | 276 853 | 273 645 | 294 540 |

| 1851    | 1856    | 1861    | 1866    | 1872    | 1876    | 1881    | 1886    | 1891    |
| ------- | ------- | ------- | ------- | ------- | ------- | ------- | ------- | ------- |
| 306 261 | 314 844 | 323 393 | 336 613 | 335 392 | 345 613 | 351 405 | 355 349 | 359 276 |

| 1896    | 1901    | 1906    | 1911    | 1921    | 1926    | 1931    | 1936    | 1946    |
| ------- | ------- | ------- | ------- | ------- | ------- | ------- | ------- | ------- |
| 347 725 | 345 543 | 343 484 | 337 810 | 304 800 | 298 398 | 293 918 | 288 695 | 286 070 |

| 1954    | 1962    | 1968    | 1975    | 1982    | 1990    | 1999    | 2006    | 2011    |
| ------- | ------- | ------- | ------- | ------- | ------- | ------- | ------- | ------- |
| 284 376 | 293 514 | 304 601 | 316 350 | 320 174 | 321 559 | 314 428 | 314 675 | 311 694 |

| 2016    | 2021    | 2022    | - | - | - | - | - | - |
| ------- | ------- | ------- | - | - | - | - | - | - |
| 307 110 | 299 573 | 299 496 | - | - | - | - | - | - |

## Population par divisions administratives

### Arrondissements
Le département du Cher comporte trois arrondissements. La population se concentre principalement sur l'arrondissement de Bourges, qui recense 57 % de la population totale du département en 2022, avec une densité de 61,3 hab./km2, contre 23 % pour l'arrondissement de Vierzon et 20 % pour celui de Saint-Amand-Montrond.
| Arrondissement       | Population(2022) | Variation(2022/2016)                       | Superficie(km2) | Densité(hab./km2) |
| -------------------- | ---------------- | ------------------------------------------ | --------------- | ----------------- |
| Bourges              | 170 733          | en évolution de −1,34 % par rapport à 2016 | 2 783,9         | 61,3              |
| Vierzon              | 67 766           | en évolution de −3,38 % par rapport à 2016 | 1 767,4         | 38,3              |
| Saint-Amand-Montrond | 60 997           | en évolution de −4,57 % par rapport à 2016 | 2 683,7         | 22,7              |
| Source : Insee.      |                  |                                            |                 |                   |

### Communes de plus de2 000 habitants
Sur les 286 communes que comprend le département du Cher, 20 ont en 2021 une population municipale supérieure à 2 000 habitants, sept ont plus de 5 000 habitants et deux ont plus de 10 000 habitants : Bourges et Vierzon.
Les évolutions respectives des communes de plus de 2 000 habitants sont présentées dans le tableau ci-après.
| Commune                 | Population(2022) | Variation(2022/2016)                        | Superficie(km2) | Densité(hab./km2) |
| ----------------------- | ---------------- | ------------------------------------------- | --------------- | ----------------- |
| Bourges                 | 64 238           | en évolution de −2,01 % par rapport à 2016  | 68,74           | 934,5             |
| Vierzon                 | 25 254           | en évolution de −4,21 % par rapport à 2016  | 74,5            | 339               |
| Saint-Doulchard         | 9 650            | en évolution de +1,73 % par rapport à 2016  | 24,01           | 401,9             |
| Saint-Amand-Montrond    | 9 690            | en évolution de −1,42 % par rapport à 2016  | 20,17           | 480,4             |
| Mehun-sur-Yèvre         | 6 394            | en évolution de −2,69 % par rapport à 2016  | 24,45           | 261,5             |
| Saint-Florent-sur-Cher  | 6 416            | en évolution de −3,05 % par rapport à 2016  | 22,41           | 286,3             |
| Aubigny-sur-Nère        | 5 464            | en évolution de −0,91 % par rapport à 2016  | 61,53           | 88,8              |
| Saint-Germain-du-Puy    | 4 852            | en évolution de −4,51 % par rapport à 2016  | 21,63           | 224,3             |
| Trouy                   | 4 034            | en évolution de +1,71 % par rapport à 2016  | 23,19           | 174               |
| La Chapelle-Saint-Ursin | 3 687            | en évolution de +6,1 % par rapport à 2016   | 7,83            | 470,9             |
| Dun-sur-Auron           | 3 566            | en évolution de −9,61 % par rapport à 2016  | 50,09           | 71,2              |
| La Guerche-sur-l'Aubois | 3 187            | en évolution de −4,06 % par rapport à 2016  | 52,7            | 60,5              |
| Sancoins                | 2 941            | en évolution de −4,82 % par rapport à 2016  | 53,52           | 55                |
| Avord                   | 2 908            | en évolution de +11,59 % par rapport à 2016 | 27,98           | 103,9             |
| Méreau                  | 2 649            | en évolution de +0,61 % par rapport à 2016  | 18,65           | 142               |
| Saint-Martin-d'Auxigny  | 2 525            | en évolution de +6,59 % par rapport à 2016  | 24,08           | 104,9             |
| Plaimpied-Givaudins     | 2 104            | en évolution de +6,32 % par rapport à 2016  | 40,51           | 51,9              |
| Vignoux-sur-Barangeon   | 2 061            | en évolution de −3,24 % par rapport à 2016  | 24,87           | 82,9              |
| Foëcy                   | 2 052            | en évolution de −1,54 % par rapport à 2016  | 16,21           | 126,6             |
| Argent-sur-Sauldre      | 2 040            | en évolution de −3,86 % par rapport à 2016  | 67,35           | 30,3              |
| Source : Insee.         |                  |                                             |                 |                   |

## Structures des variations de population

### Soldes naturels et migratoires sur la période 1968-2021
L'augmentation moyenne annuelle déjà très faible depuis les années 1970 s'est annulée sur la période 1999-2021, passant de 0,5 à −0,5 %.
Le solde naturel annuel qui est la différence entre le nombre de naissances et le nombre de décès enregistrés au cours d'une même année, a baissé, passant de 0,2 à −0,4 %. La baisse du taux de natalité, qui passe de 15,2 à 9 ‰, est en fait compensée par une baisse plus faible du taux de mortalité, qui parallèlement passe de 13,2 à 12,7 ‰.
Le flux migratoire est négatif, le taux annuel passant de 0,3 à −0,1 %.
| Indicateurs démographiques                       | 1968 à1975 | 1975 à1982 | 1982 à1990 | 1990 à1999 | 1999 à2010 | 2010 à2015 | 2015 à2021 |
| ------------------------------------------------ | ---------- | ---------- | ---------- | ---------- | ---------- | ---------- | ---------- |
| Variation annuelle moyenne de la population en % | 0,5        | 0,2        | 0,1        | -0,2       | -0,1       | -0,1       | -0,5       |
| - due au solde naturel en %                      | 0,2        | -0,1       | -0,0       | -0,1       | -0,1       | -0,1       | -0,4       |
| - due au solde apparent des entrées sorties en % | 0,3        | 0,2        | 0,1        | -0,2       | 0,0        | -0,0       | -0,1       |
| Taux de natalité en ‰                            | 15,2       | 11,9       | 11,8       | 10,7       | 10,6       | 10,2       | 9,0        |
| Taux de mortalité en ‰                           | 13,2       | 12,6       | 12,0       | 11,4       | 11,7       | 11,5       | 12,7       |
| Source : Insee.                                  |            |            |            |            |            |            |            |

### Mouvements naturels sur la période 2014-2022
En 2014, 3 097 naissances ont été dénombrées contre 3 526 décès. Le nombre annuel des naissances a diminué depuis cette date, passant à 2 669 en 2022, indépendamment à une augmentation, mais relativement faible, du nombre de décès, avec 4 070 en 2022. Le solde naturel est ainsi négatif et diminue, passant de -429 à −1 401.
Le graphique qui aurait dû être présenté ici ne peut pas être affiché car il utilise l'ancienne extension Graph, désactivée pour des questions de sécurité. Des indications pour créer un nouveau graphique avec la nouvelle extension Chart sont disponibles ici.

## Densité de population
La densité de population est en stagnation depuis 1968, en cohérence avec la stabilité de la population.
En 2021, la densité était de 41,4 hab./km2.
| 1968 |  | 42.1 |  |

| 1975 |  | 43.7 |  |

| 1982 |  | 44.3 |  |

| 1990 |  | 44.4 |  |

| 1999 |  | 43.5 |  |

| 2010 |  | 43.0 |  |

| 2015 |  | 42.7 |  |

| 2021 |  | 41.4 |  |

## Répartition par sexes et tranches d'âges
La population du département est plus âgée qu'au niveau national.
En 2021, le taux de personnes d'un âge inférieur à 30 ans s'élève à 30,1 %, soit en dessous de la moyenne nationale (35,1 %). À l'inverse, le taux de personnes d'âge supérieur à 60 ans est de 33,5 % la même année, alors qu'il est de 26,6 % au niveau national.
En 2021, le département comptait 145 467 hommes pour 154 106 femmes, soit un taux de 51,44 % de femmes, légèrement inférieur au taux national (51,61 %).
Les pyramides des âges du département et de la France s'établissent comme suit.
| Hommes | Classe d’âge | Femmes |
| ------ | ------------ | ------ |
| 1      | 90 ou +      | 2,6    |
| 9,3    | 75-89 ans    | 12,1   |
| 20,6   | 60-74 ans    | 21,3   |
| 20,5   | 45-59 ans    | 20     |
| 16,5   | 30-44 ans    | 15,9   |
| 15,6   | 15-29 ans    | 13,2   |
| 16,5   | 0-14 ans     | 14,9   |

| Hommes | Classe d’âge | Femmes |
| ------ | ------------ | ------ |
| 0,7    | 90 ou +      | 1,9    |
| 7,0    | 75-89 ans    | 9,5    |
| 16,6   | 60-74 ans    | 17,5   |
| 20,0   | 45-59 ans    | 19,5   |
| 18,8   | 30-44 ans    | 18,3   |
| 18,3   | 15-29 ans    | 16,7   |
| 18,6   | 0-14 ans     | 16,7   |

## Répartition par catégories socioprofessionnelles
La catégorie socioprofessionnelle des retraités est surreprésentée par rapport au niveau national. Avec 34,2 % en 2021, elle est 7,4 points au-dessus du taux national (26,8 %). La catégorie socioprofessionnelle des cadres et professions intellectuelles supérieures est quant à elle sous-représentée par rapport au niveau national. Avec 5,7 % en 2021, elle est 4,4 points en dessous du taux national (10,1 %).
| Catégorie socioprofessionnelle                    | 2015    | 2015 | 2021    | 2021 | Détails de l'année 2021 | Détails de l'année 2021 | Détails de l'année 2021            | Détails de l'année 2021            | Détails de l'année 2021            |
| Catégorie socioprofessionnelle                    | Nb      | %    | Nb      | %    | Hommes                  | Femmes                  | Part en % de la population âgée de | Part en % de la population âgée de | Part en % de la population âgée de |
| Catégorie socioprofessionnelle                    | Nb      | %    | Nb      | %    | Hommes                  | Femmes                  | 15 à 24 ans                        | 25 à 54 ans                        | 55 ans ou +                        |
| ------------------------------------------------- | ------- | ---- | ------- | ---- | ----------------------- | ----------------------- | ---------------------------------- | ---------------------------------- | ---------------------------------- |
| Agriculteurs exploitants                          | 3 614   | 1,4  | 3 256   | 1,3  | 2 356                   | 900                     | 0,2                                | 2,0                                | 0,9                                |
| Artisans, commerçants, chefs d'entreprise         | 8 386   | 3,2  | 8 330   | 3,3  | 5 633                   | 2 697                   | 0,9                                | 5,3                                | 2,2                                |
| Cadres et professions intellectuelles supérieures | 13 598  | 5,3  | 14 554  | 5,7  | 8 611                   | 5 943                   | 1,5                                | 10,4                               | 2,9                                |
| Professions intermédiaires                        | 30 192  | 11,7 | 31 374  | 12,4 | 14 509                  | 16 865                  | 8,2                                | 23,2                               | 4,3                                |
| Employés                                          | 42 709  | 16,5 | 39 588  | 15,6 | 9 754                   | 29 834                  | 15,8                               | 26,3                               | 6,7                                |
| Ouvriers                                          | 36 662  | 14,2 | 33 617  | 13,3 | 26 310                  | 7 307                   | 15,6                               | 22,8                               | 4,8                                |
| Retraités                                         | 88 652  | 34,3 | 86 592  | 34,2 | 40 441                  | 46 152                  | 0,0                                | 0,2                                | 71,1                               |
| Autres personnes sans activité professionnelle    | 34 667  | 13,4 | 35 807  | 14,1 | 14 426                  | 21 381                  | 57,8                               | 9,8                                | 7,2                                |
| Ensemble                                          | 258 479 | 100  | 253 119 | 100  | 122 040                 | 131 079                 | 100                                | 100                                | 100                                |
| Sources : Insee,.                                 |         |      |         |      |                         |                         |                                    |                                    |                                    |